# Karoteny
| Struktury karotenów                        |
| ------------------------------------------ |
| α-Karoten (CAS 7488-99-5, PubChem 4369188) |
| β-Karoten (CAS 7235-40-7, PubChem 5280489) |
| γ-Karoten (CAS 472-93-5, PubChem 5280791)  |
| δ-Karoten (CAS 472-92-4, PubChem 6384254)  |
| ε-karoten (PubChem 446439)                 |
| ζ-karoten (PubChem 5280788)                |
| Likopen (CAS 502-65-8, PubChem 446925)     |

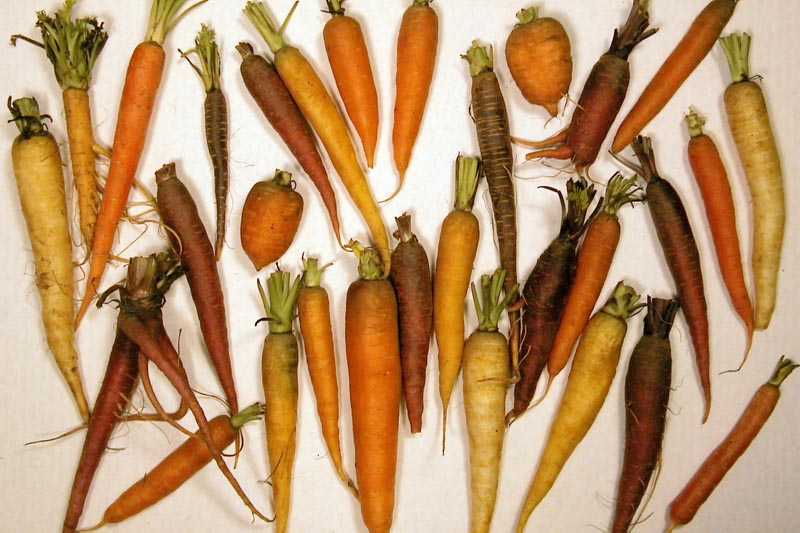
Ważnym źródłem β-karotenu jest marchew

Karoteny (E160a) – grupa organicznych związków chemicznych, rozbudowanych przestrzennie węglowodorów nienasyconych zawierających 40 atomów węgla o wzorze sumarycznym: C40H56. W cząsteczkach karotenów występują wieloatomowe układy sprzężonych wiązań podwójnych.
W przyrodzie istnieją 3 izomery tego związku, różniące się umiejscowieniem jednego z wiązań podwójnych między atomami węgla.
Karoten jest prowitaminą dla witaminy A (2 części karotenu to równowartość 1 części witaminy A). Występuje głównie jako α-karoten i β-karoten. Istnieją także: γ-, δ- i ε-karoten. W 1928 roku Szwajcar Paul Karrer stwierdził, że β-karoten jest głównym prekursorem witaminy A. Był to pierwszy przypadek ustalenia struktury prowitaminy. Następnie w 1930 roku ustalił wzór α-karotenu i zsyntetyzował go.
W zależności od liczby i rodzaju pierścieni jonowych wyróżniamy α-, β- i γ-karoteny. Najbardziej znanym jest β-karoten, żółty barwnik roślinny. Zawiera on dwa pierścienie β-jononu, połączone tetramerem izoprenu. α-Karoten zawiera po jednym pierścieniu α- i β-jononu, ma barwę czerwonobrązową. γ-karoten ma tylko jeden pierścień β-jononu i występuje w grzybach i bakteriach, posiada barwę fioletową.

## Karoteny w żywieniu
Karoteny są pomarańczowożółtymi organicznymi barwnikami roślinnymi, występującymi między innymi w wielu warzywach i owocach. Zawartość karotenów w warzywach mieści się w granicach 0,5–31 mg/100g.
Ważnymi źródłami karotenów dla człowieka są:
- bataty
- brokuły 7–20 mg β-karotenu/kg świeżej masy[4]
- buraki ćwikłowe
- dynia 36 mg β-karotenu/kg świeżej masy[4]
- kapusta włoska
- kwiat nagietka
- marchew 88–120 mg β-karotenu/kg świeżej masy[4]
- morele
- melony
- pomidory 5 mg β-karotenu/kg świeżej masy[4]
- papryka słodka czerwona 22 mg β-karotenu/kg świeżej masy[4]
- szpinak 56 mg/kg świeżej masy[4]
- sałata
- ziele pietruszki

Dla glonożernych zwierząt akwariowych dobrym źródłem β-karotenu jest spirulina.
Częste spożywanie dużej ilości karotenów powoduje żółtawe zabarwienie skóry.

## β-Karoten jako lek
β-Karoten jest bezpieczną odmianą karotenu, gdyż organizm przetwarza tylko taką jego ilość, jaka jest mu potrzebna. Przyczynia się między innymi do ochrony przed drobnoustrojami. Ma działanie antyoksydacyjne, a także korzystnie wpływa na funkcjonowanie wzroku, układu odpornościowego. W preparatach często podawany jest razem z witaminami E, D, B i wapniem.